# Phnom Aural
Der Phnom Aural ist die höchste Erhebung in Kambodscha. Er ist 1813 m hoch (andere Quellen sprechen von 1771 m ) und liegt im östlichen Teil des Kardamom-Gebirges. 
Um die Artenvielfalt auf dem Phnom Aural zu schützen, wurde 1993 der Nationalpark „Phnom Aural Wildlife Sanctuary“ eingerichtet.